# Marwahin
Marwahin est un village du sud Liban, qui, lors de la guerre de 2006, a subi les tirs de l'armée israélienne en représailles de tirs du Hezbollah. Après avoir reçu l'ordre de Tsahal de quitter leur village, ils ont vainement tenté de trouver refuge dans des camps de l'ONU d'où ils ont été refoulés. Après avoir organisé un convoi de véhicules pour quitter les lieux celui-ci a été bombardé par l'aviation israélienne. Amnesty International et Human Rights Watch enquêtent sur cette affaire pour déterminer s'il y a eu crime de guerre.